# Venušina toaleta
Venušina toaleta (původní španělský název La Venus del espejo znamená zhruba Venuše u zrcadla; jiná označení jsou Venuše a Amor nebo Rokebyjská Venuše) je obraz od Diega Velázqueze, předního malíře španělského zlatého věku. Dílo bylo dokončeno někdy mezi lety 1647 až 1651 a možná vzniklo během umělcovy návštěvy Itálie. Zobrazuje nahou bohyni Venuši ve smyslné póze, ležící na posteli zády k divákovi a hledící do zrcadla drženého římským bůžkem tělesné lásky, svým synem Amorem. Obraz je nyní v Národní galerii v Londýně.
Jako zdroje Velázquezovy inspirace se uvádí řada děl od starověku po baroko. Hlavními předchůdkyněmi byly nahé Venuše italských malířů, jako je Giorgionova Spící Venuše (kolem 1510) a Tizianova Urbinská Venuše (1538). Ve své práci Velázquez spojil dvě zavedené výtvarné pózy Venuše: buď hledící do zrcadla, nebo ležící. O obrazu se často říká, že zobrazená Venuše se do zrcadla dívá na sebe, což je však fyzicky nemožné, protože divák může vidět její tvář odrážející se jeho směrem. Obraz znamená malířskou inovaci jednak pro centrální použití zrcadla a také proto, že ukazuje tvář Venuše obrácené k divákovi zády.
Venušina toaleta je jediný dochovaný Velázquezův ženský akt. Akty byly ve španělském umění sedmnáctého století mimořádně vzácné, protože umělce aktivně hlídala španělská inkvizice. Navzdory tomu byly akty zahraničních umělců nadšeně sbírány dvorskými kruhy a Velázquezův obraz visel v domech španělských dvořanů až do roku 1813, kdy byl odvezen do Anglie a umístěn v zámku Rokeby Park v hrabství Yorkshire. V roce 1906 obraz koupila nadace National Art Collections Fund pro Národní galerii v Londýně. 10. března 1914 byl napaden a těžce poškozen kanadskou sufražetkou Mary Richardsonovou, brzy však byl restaurován a opět vystaven. V listopadu 2023 byl znovu cílem útoku, když jeho ochranné sklo rozbili aktivisté hnutí Just Stop Oil.

## Obraz

### Popis
Venušina toaleta zobrazuje římskou bohyni lásky, krásy a plodnosti, jak líně leží s pokrčenými koleny na posteli zády k divákovi. Ve starověku bylo zobrazení Venuše zezadu běžným vizuálním a literárním erotickým motivem. Zde je zobrazena bez mytologických atributů, které bývají součástí podobných scén: chybí šperky, růže a myrta. Na rozdíl od většiny předchozích obrazů, které ukazují světlovlasou bohyni, je Velázquezova Venuše bruneta. Ženskou postavu lze identifikovat jako Venuši díky přítomnosti jejího syna Amora.

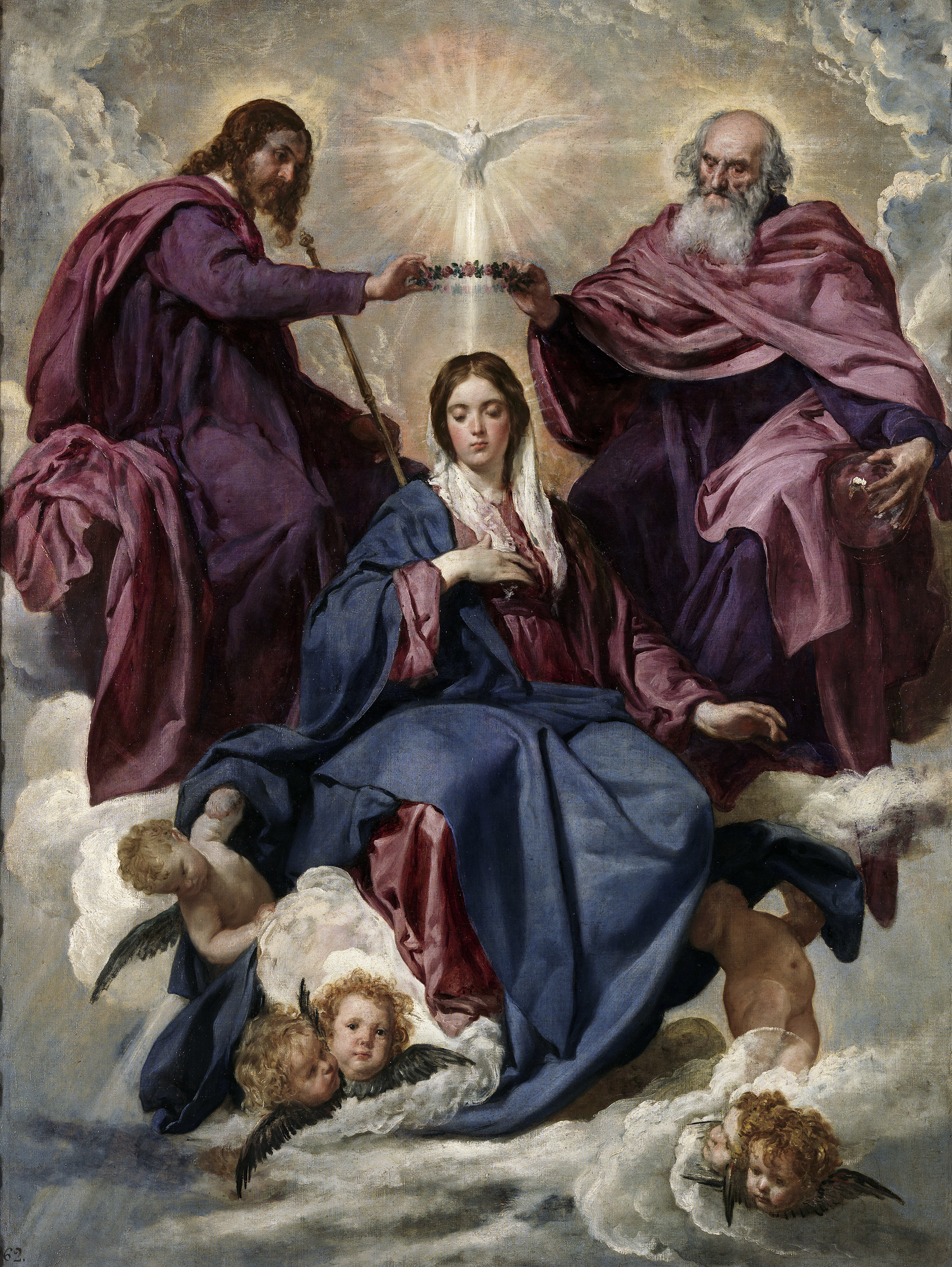
Velázquezova Korunovace Panny Marie, asi 1641–42. Spekuluje se, že zde zobrazená modelka je stejná jako předloha Venuše.

Venuše se dívá do zrcadla drženého Amorem, který nemá svůj obvyklý luk a šípy. Když bylo dílo poprvé inventarizováno, bylo popsáno jako „nahá žena“, pravděpodobně kvůli kontroverzní povaze svého námětu. Venuše pozoruje diváka obrazu prostřednictvím svého odrazu v zrcadle. Odraz je však rozmazaný a odhaluje jen náznak jejích rysů; odražený obraz tváře je navíc mnohem větší, než by měl být ve skutečnosti. Natasha Wallaceová spekuluje, že Venušina nezřetelná tvář může být klíčem k základnímu významu obrazu v tom, že „není zamýšlen jako specifický ženský akt, dokonce ani jako zobrazení Venuše, ale jako obraz krásy pohroužené do sebe samotné.“ Dále podle ní „na obličeji nebo na obraze není nic duchovního. Klasické téma je výmluvou pro velmi pozemskou estetickou erotičnost - ne pro sexualitu jako takovou, ale pro ocenění krásy, jež doprovází svůdnost.“
Přes zrcadlo jsou přehozeny propletené růžové hedvábné stuhy a kroutí se na jeho rámu. Funkce stuh byla předmětem mnoha debat historiků umění; k možným výkladům patří narážka na pouta používaná Amorem ke spojování milenců, dále to, že stuhy byly použity k zavěšení zrcadla nebo že jimi byly před chvílí zavázány Venušiny oči. Uměnovědec Julián Gallego považoval Amorův výraz obličeje za tak melancholický, že vysvětlil stuhy jako pouta přivazující bůžka k vyobrazení Krásy a dal obrazu název Amor polapen Krásou.
Záhyby prostěradel odrážejí fyzickou podobu bohyně a jsou vykresleny tak, aby zdůrazňovaly rozmáchlé křivky jejího těla. Kompozice využívá především odstíny červené, bílé a šedé, které se objevují i na kůži postavy; ačkoli kritici umění efekt tohoto jednoduchého barevného schématu velmi vychvalovali, nedávná technická analýza prokázala, že šedé plochy původně měly výraznou slézovou barvu a později vybledly. Jasné barvy použité na Venušině kůži, aplikované „hladkým, pastózním, plynulým způsobem“, kontrastují s tmavě šedým a černým hedvábím, na kterém postava leží, a s hnědou barvou stěny za jejím obličejem.
Venušina toaleta je jediný dochovaný Velázquezův akt, ale tři další jeho akty jsou zaznamenány ve španělských inventářích ze 17. století. Dva patřily do královské sbírky a snad byly oběťmi požáru v roce 1734, který zničil hlavní královský palác v Madridu. Další akt byl ve sbírce Dominga Guerry Coronela. Tyto záznamy zmiňují „ležící Venuši“, Venuši a Adonise a Psyché a Amora.
Ačkoli se všeobecně předpokládá, že dílo bylo namalováno podle živé modelky, její totožnost je předmětem mnoha spekulací. V tehdejším Španělsku umělci směli ke studijním účelům využívat nahé mužské modely, použití nahých modelek však bylo odsuzováno. Předpokládá se, že obraz byl vytvořen během jedné z Velázquezových návštěv v Římě a Prater poznamenal, že v Římě se umělec „skutečně těšil značné osobní svobodě, což se zdá být v souladu s možností použít živou nahou modelku.“ Někteří myslí, že obraz ukazuje Velázquezovu milenku, o níž se ví, že ji nějakou dobu v Itálii měl a že mu snad dala i dítě. Jiní mají za to, že modelka je tatáž jako na Korunovaci Panny Marie a Přadlenách (oba obrazy jsou v Pradu), případně na jiných dílech.
Postavy Venuše i Amora byly během tvorby obrazu výrazně pozměněny, jak umělec korigoval obrysy, které si původně vyznačil. Pentimenti lze vidět na Venušině zdvižené paži, v poloze jejího levého ramene a na hlavě. Infračervené záření prozrazuje, že byla původně zobrazena ve vzpřímenější poloze a s hlavou otočenou doleva. Oblast na levé straně obrazu, která se rozprostírá od levé nohy Venuše po levou nohu Amora, je zřejmě nedokončená, ale tento rys je patrný u mnoha jiných Velázquezových děl a byl pravděpodobně úmyslný. Obraz byl v letech 1965–66 důkladně očištěn a restaurován, což ukázalo, že je v dobrém stavu s velmi malým množstvím barvy přidané později jinými umělci, na rozdíl od toho, co tvrdili někteří dřívější autoři.

### Inspirace
Velázqueze ovlivnily akty a Venuše italských a zejména benátských umělců. Velázquezova verze je však podle historika umění Andrease Pratera „vysoce nezávislý vizuální koncept, který má mnoho předchůdců, ale žádný přímý vzor; učenci takový hledali marně“. Mezi předchůdce patří různá Tizianova vyobrazení Venuše, jako je Venuše a Amor s koroptví, Venuše a Amor s varhaníkem a zejména Urbinská Venuše; dále Ležící akt Palmy il Vecchia; a Giorgioneova Spící Venuše, které všechny ukazují bohyni spočívající na luxusních textiliích, i když dvě posledně jmenovaná díla ji umisťují do přírody. Použití centrálně umístěného zrcadla bylo inspirováno malíři italské vrcholné renesance, jako byli Tizian, Girolamo Savoldo a Lorenzo Lotto, kteří používali zrcadla jako aktéry děje, ne jen jako rekvizity či doplňky. Tizian i Peter Paul Rubens již malovali Venuši hledící do zrcadla, a protože oba měli úzké vazby na španělský dvůr, jejich díla Velázquez asi dobře znal. Nicméně „tato dívka se štíhlým pasem a výraznými boky nepřipomíná plnější a zaoblenější italské akty inspirované antickým sochařstvím“.
Jedna inovace Venušiny toalety ve srovnání s jinými velkými ležícími akty spočívá v tom, že Velázquez ženu zobrazuje zezadu, odvrácenou od diváka. Existují pro to precedenty v tiscích Giulia Campagnoly, Agostina Veneziana, Hanse Sebalda Behama a Theodora de Bry a také v případech klasických soch známých Velázquezovi, z nichž byly vyrobeny odlitky pro Madrid. Jedná se o Spící Ariadnu (nyní v paláci Pittiů, ale tehdy v Římě), z níž Velázquez objednal odlitek pro královskou sbírku v letech 1650–51, a o Spícího hermafrodita (nyní v Louvru), jehož odlitek byl také zaslán do Madridu a který rovněž zdůrazňuje křivku těla kolem boků. Kombinace různých prvků ve Velázquezově práci však byla originální.
Venušina toaleta mohla být zamýšlena jako doplněk benátského obrazu ležící Venuše ze šestnáctého století (která, zdá se, byla původně Danaé), zobrazené jak leží v přírodě v podobné pozici, ale při pohledu zepředu. Oba obrazy byly jistě mnoho let pohromadě ve Španělsku ve sbírce Gaspara Méndeze de Haro, markýze z Carpia (1629–87); kdy byly spárovány, není jisté. Po prodeji roku 1925 se stopa párového obrazu ztrácí, později byl však opět objeven v Evropě v soukromé sbírce a uvažuje se, že by jeho autorem mohl být Tintoretto.

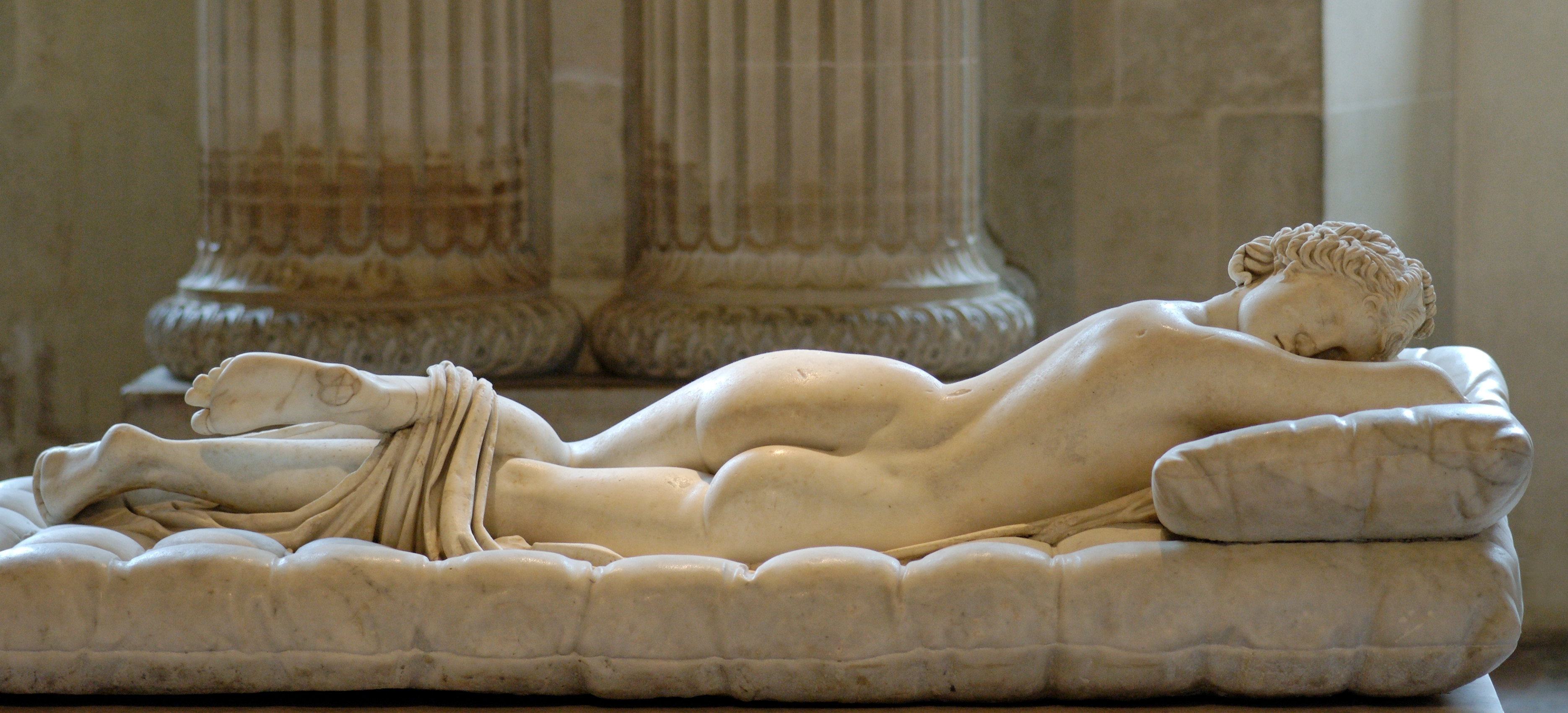
Spící hermafrodit, nalezen kolem 1608–1620,[26] starověká římská kopie helénistického originálu, nyní v Louvru. Velázquez za svého pobytu v Římě objednal bronzový odlitek pro Madrid.
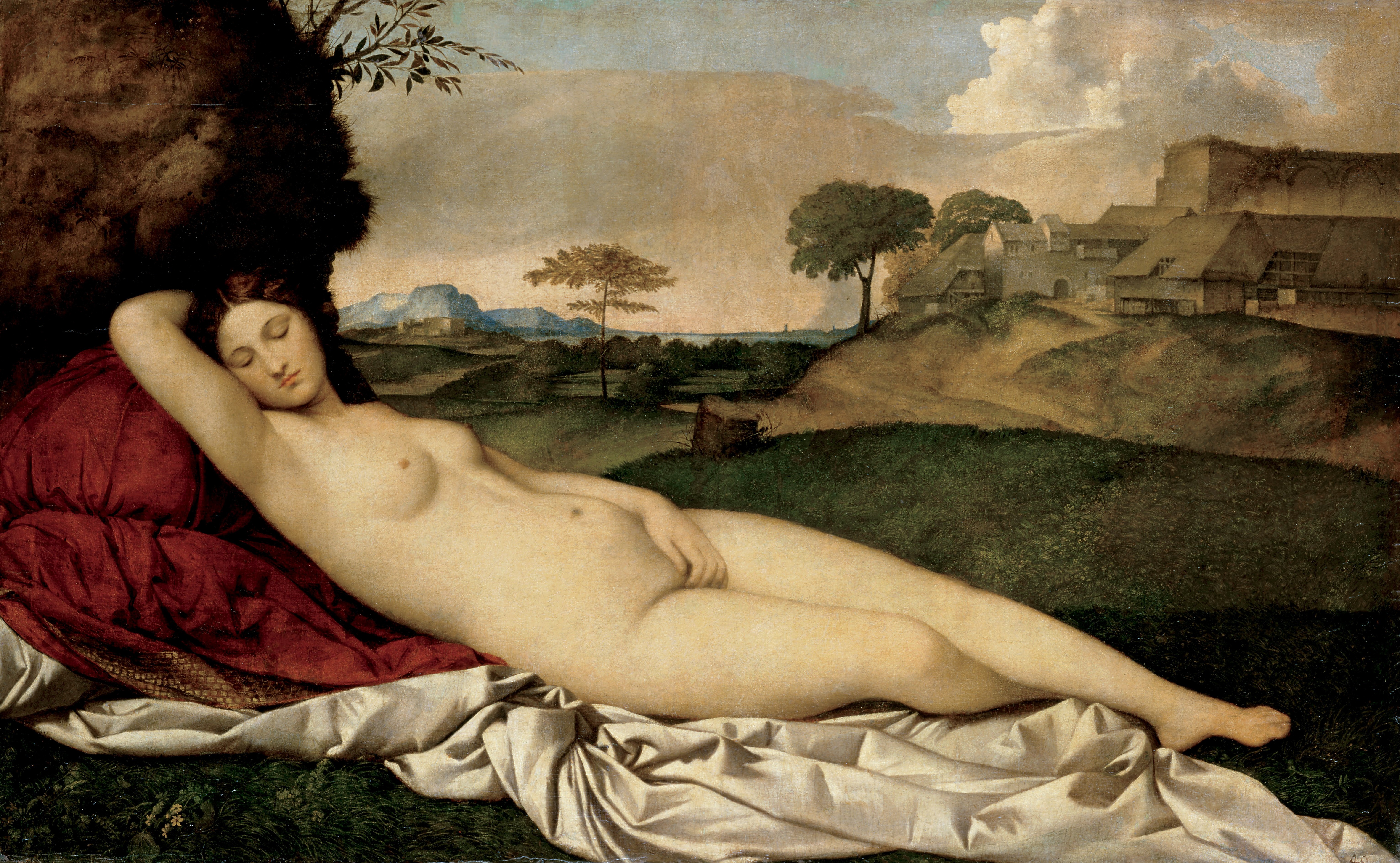
Giorgione, Spící Venuše, asi 1510. Venuše spí na jemných textiliích v přírodě na pozadí nádherné krajiny[20] a stejně jako Velázquezova Venuše je brunetka, což je v rozporu s tradicí.
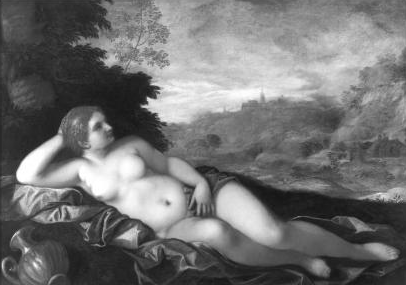
Ležící akt v krajině benátské školy z 16. století byl párován s Venušinou toaletou už v Harově sbírce a možná i dříve.

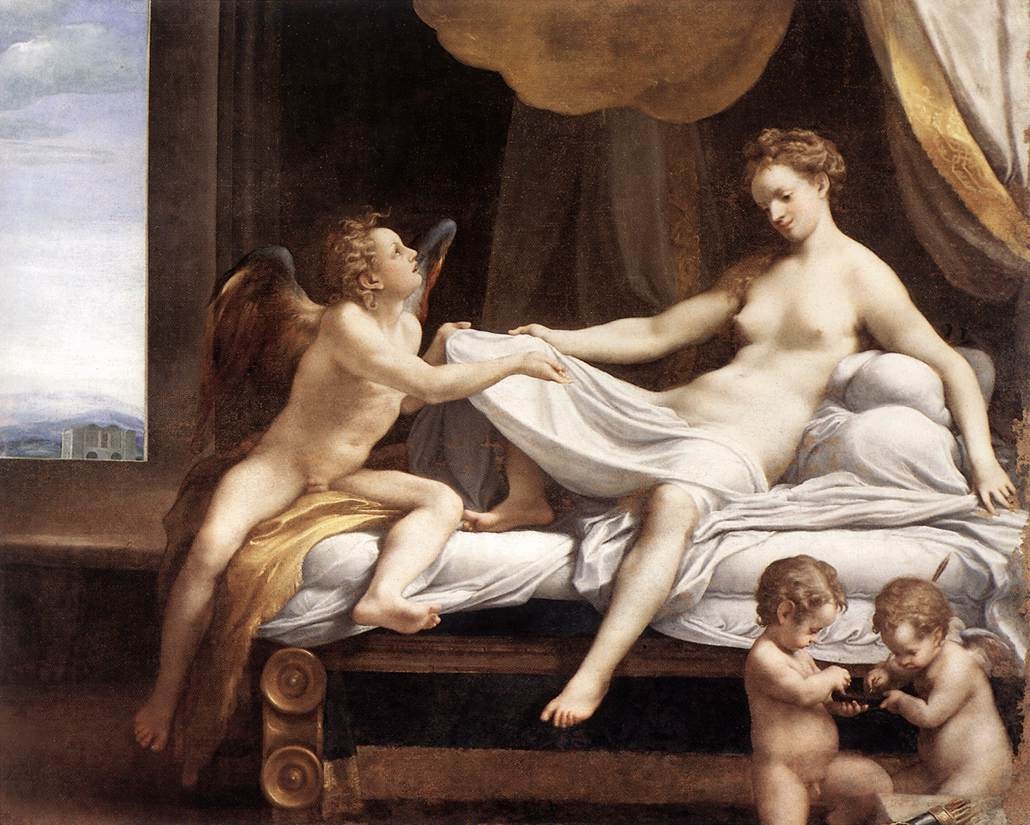
Correggiova Danaé, 1531, je raným příkladem zobrazení Amora pomáhajícího ženě ležící na loži. Na tomto obraze je však žena smrtelnicí, ačkoli Correggio i zde zobrazuje mytologické postavy.
Tizianova Venuše se zrcadlem, asi 1555, je raným příkladem Venuše zobrazené s Amorem během toalety. Zde sedí Venuše vzpřímeně.
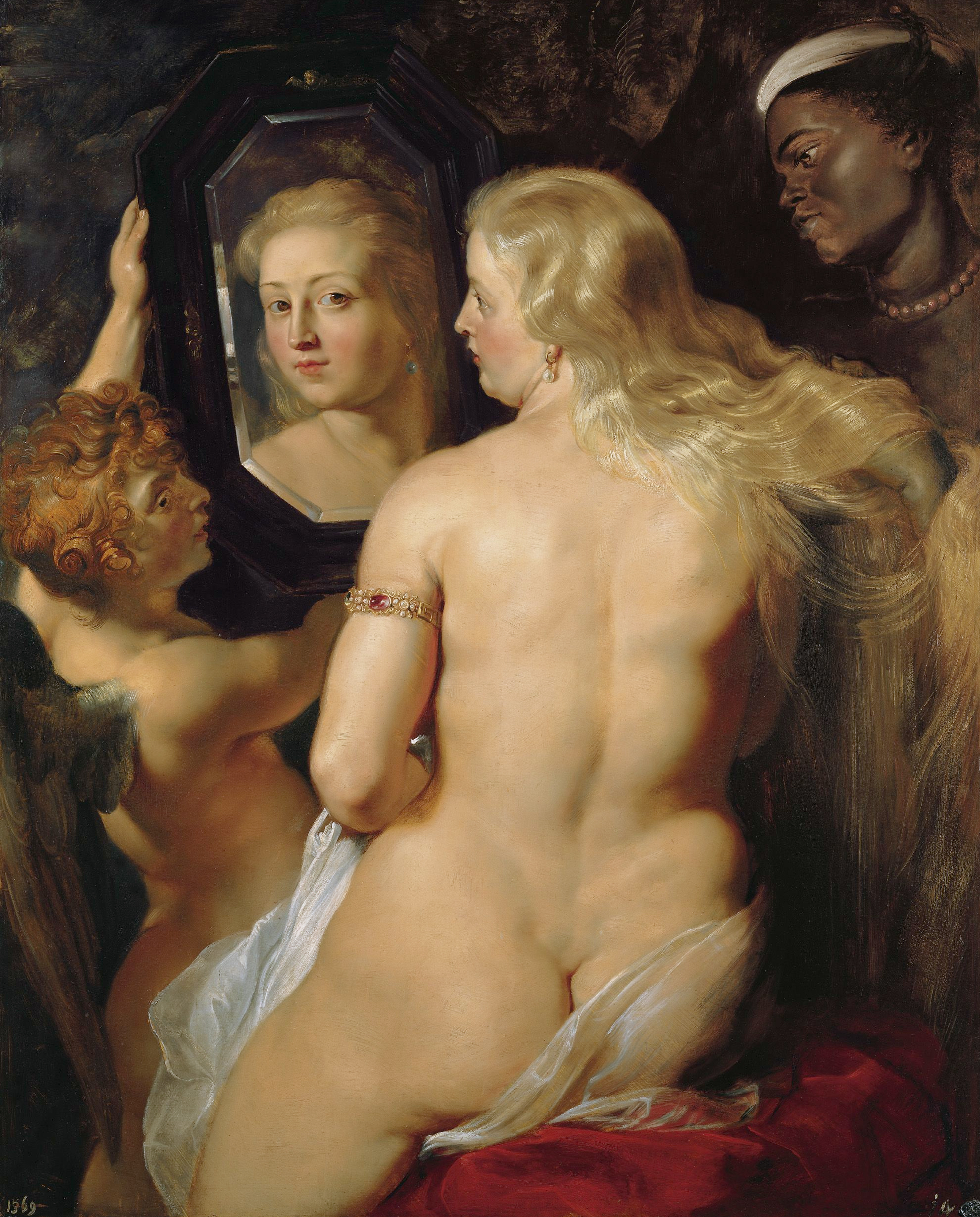
Rubensova Venuše u zrcadla (asi 1614–15) ukazuje bohyni tradičně plavovlasou.[6] Stejně jako u Velázqueza se odraz bohyně neshoduje s tváří. Velázquezova Venuše je štíhlejší.

## Akty ve Španělsku 17. století
Ve Španělsku 17. století se zobrazování aktů zakazovalo. Díla mohla být na žádost inkvizice zabavena nebo přemalována a umělci, kteří malovali neslušná nebo nemorální díla, byli často exkomunikováni, pokutováni nebo vyhoštěni na rok ze Španělska. V intelektuálních a aristokratických kruzích se však věřilo, že umění je důležitější než morálka a v soukromých sbírkách bylo mnoho aktů, většinou mytologických.

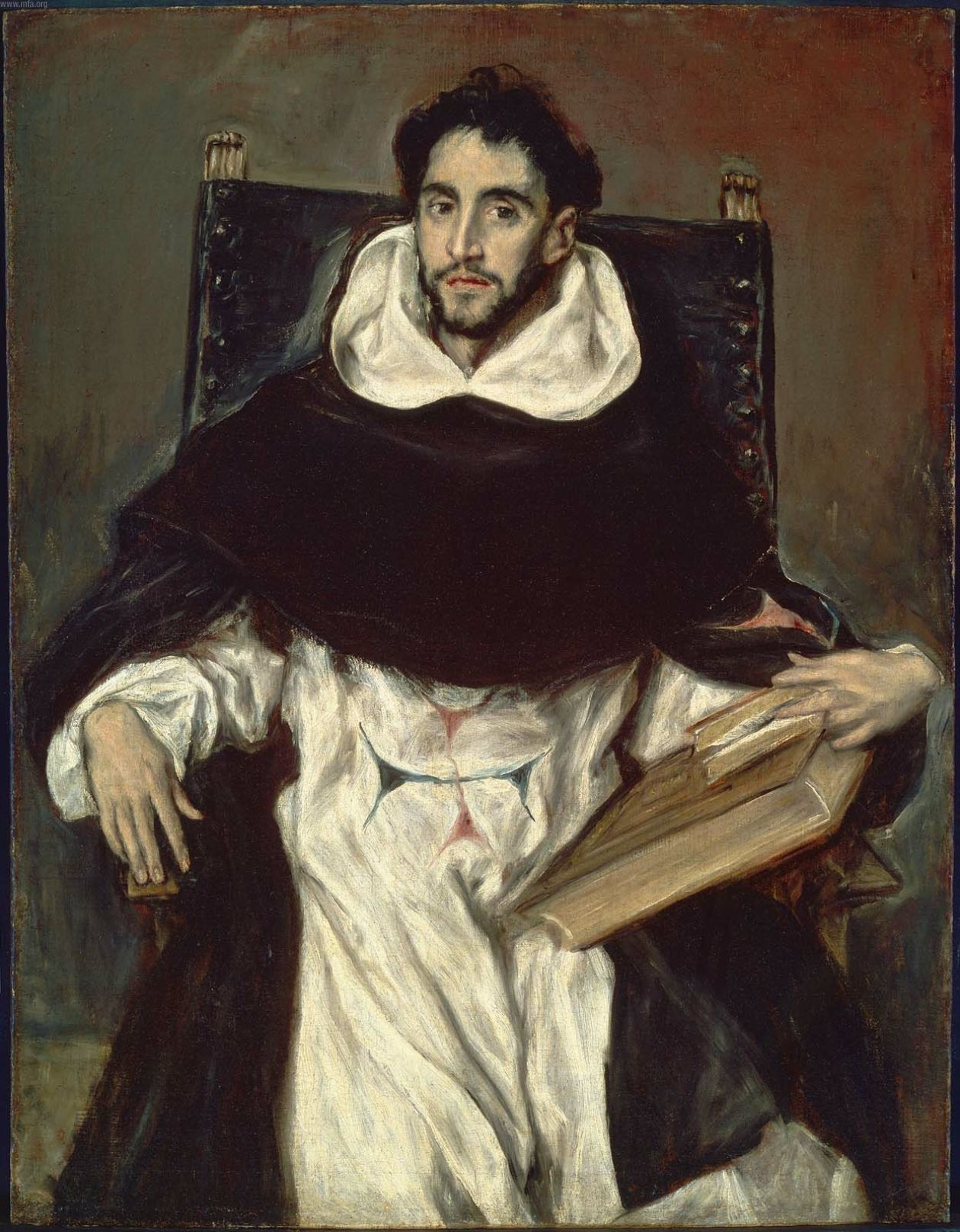
El Greco: Hortensio Félix Paravicino. Paravicino usiloval o zničení všech maleb aktů.

Velázquezův patron, uměnímilovný král Filip IV., vlastnil řadu aktů od Tiziana a Rubense a Velázquez jako králův umělec se nemusel bát malovat podobné obrazy. Přední sběratelé včetně krále své akty, často mytologické, přechovávali v relativně soukromých místnostech (tzv. kabinetech); ve Filipově případě to byla „místnost, kde Jeho Veličenstvo odpočívá po jídle“. Ta obsahovala Tizianovy obrazy, které král zdědil od Fillipa II., a Rubense, kterého si sám objednal. Také Venuše v dobách, kdy patřila do sbírek de Hara a Godoye, visela v podobných místnostech. Dvůr Filipa IV. si velmi „cenil malby obecně a aktů zvláště, ale ... zároveň vyvíjel bezpříkladný tlak na umělce, aby se vyhnuli zobrazování nahého lidského těla.“
Dobový španělský postoj k malbám aktů byl v Evropě ojedinělý. Ačkoli taková díla ve Španělsku někteří znalci a intelektuálové cenili, zacházelo se s nimi obecně s podezřením. Ženy tehdy běžně nosily hluboké výstřihy, ale podle kunsthistoričky Zahiry Velizové „slušnost by tehdy asi známé dámě nedovolila, aby se nechala namalovat tímto způsobem“. Pro Španěly 17. století byla problematika aktu v umění spojena s otázkami morálky, moci a estetiky. Tento postoj se odráží v literatuře španělského zlatého věku, v dílech, jako je hra Lope de Vegy La quinta de Florencia, jež líčí aristokrata, který se dopustí znásilnění poté, co si prohlédl spoře oděnou postavu na mytologickém obrazu od Michelangela.
V roce 1632 vyšla anonymní brožura připisovaná Portugalci Franciscu de Braganzovi pod názvem „Opis názorů a cenzur nejváženějších Otců, Mistrů a zkušených profesorů významných univerzit v Salamance a Alcalá i dalších učenců ohledně zneužívání chlípných a neslušných postav a obrazů, kteréžto je smrtelně hříšné malovat, vyřezávat a vystavovat tam, kde je lze vidět“.
Dvůr byl schopen vyvinout protitlak, a tak nebylo nikdy zveřejněno dílo slavného básníka a kazatele Hortensia Félixe Paravicina, které navrhovalo zničení všech vyobrazení aktů a bylo určeno pro tisk. Paravicino byl znalcem malby, a proto věřil v její sílu: „nejlepší obrazy jsou největší hrozbou: spalte ty nejlepší z nich“. Zatímco Braganza, jak ukazuje název jeho pamfletu, pouze tvrdil, že taková díla by měla být držena stranou širší veřejnosti, jak se to opravdu většinou ve Španělsku dělalo.
Naproti tomu francouzské umění té doby často zobrazovalo ženy s hlubokými výstřihy a štíhlými korzety; nicméně to, že francouzská královská rodina poškodila Correggiovu Ledu s Labutí a zřejmě zničila slavné obrazy Leonarda da Vinciho a Michelangela na stejné téma, ukazuje, že nahota mohla být kontroverzní i ve Francii. V severní Evropě bylo přijatelné zobrazovat umně zahalené akty. Příklady jsou Rubensova Minerva Victrix z let 1622–25, která ukazuje Marii Medicejskou s nezakrytým prsem, a obraz Anthonise van Dycka z roku 1620 Vévoda a vévodkyně z Buckinghamu jako Venuše a Adonis.
Ve španělském umění 17. století, dokonce i při zobrazení sibyl, nymf a bohyň, byla žena vždy cudně zakryta. Žádný obraz z 30. nebo 40. let 17. století, ať už žánrový, portrétní nebo historický, neukazuje španělskou ženu s odhalenými ňadry; i nezakryté paže se objevují jen výjimečně. V roce 1997 historik umění Peter Cherry navrhl hypotézu, že Velázquez se snažil překonat dobové požadavky cudnosti zobrazením Venuše zezadu. Dokonce ještě v polovině 18. století anglický umělec, který kopíroval Venuši, když byla ve sbírce vévodů z Alby, poznamenal, že „kvůli svému tématu nebyl obraz zavěšen“.
Odlišný postoj k problematice projevil Morritt, jenž napsal siru Walteru Scottovi o své „krásné malbě Venušina zadku“, kterou zavěsil nad svůj hlavní krb, aby „dámy dokázaly snadno odvrátit sklopené oči a znalci tam mohli zabloudit pohledem, aniž by vtahovali zmíněný posterior do společnosti“.

## Provenience
Venušina toaleta byla dlouho považována za jednu z Velázquezových posledních prací. V roce 1951 byla nalezena v inventáři sbírky Gaspara Méndeze de Haro, markýze z Carpia, blízkého spojence Filipa IV., s datem 1. června 1651. Haro byl prasynovec Velázquezova prvního patrona, Gaspara de Guzmána, a známý libertin. Podle historika umění Dawsona Carra Haro „miloval obrazy téměř stejně jako ženy“ a „dokonce i jeho panegyristé bědovali nad jeho přílišným zájmem o ženy z nižších tříd v dobách jeho mládí“. Z toho důvodu se zdálo pravděpodobné, že si obraz objednal on. V roce 2001 však historik umění Ángel Aterido zjistil, že obraz nejprve patřil madridskému obchodníkovi s uměním a malíři Domingu Guerra Coronelovi a byl prodán Harovi v roce 1652 po Coronelově smrti v předchozím roce. Coronelovo vlastnictví obrazu vyvolává řadu otázek: jak a kdy se dostal do Coronelova majetku a proč bylo Velázquezovo jméno vynecháno z Coronelova inventáře. Uměnovědec Javier Portús navrhl možnost, že opomenutí mohlo být způsobeno tím, že obraz zobrazuje ženský akt, „typ díla, který byl pečlivě kontrolován a jehož šíření bylo považováno za problematické“.

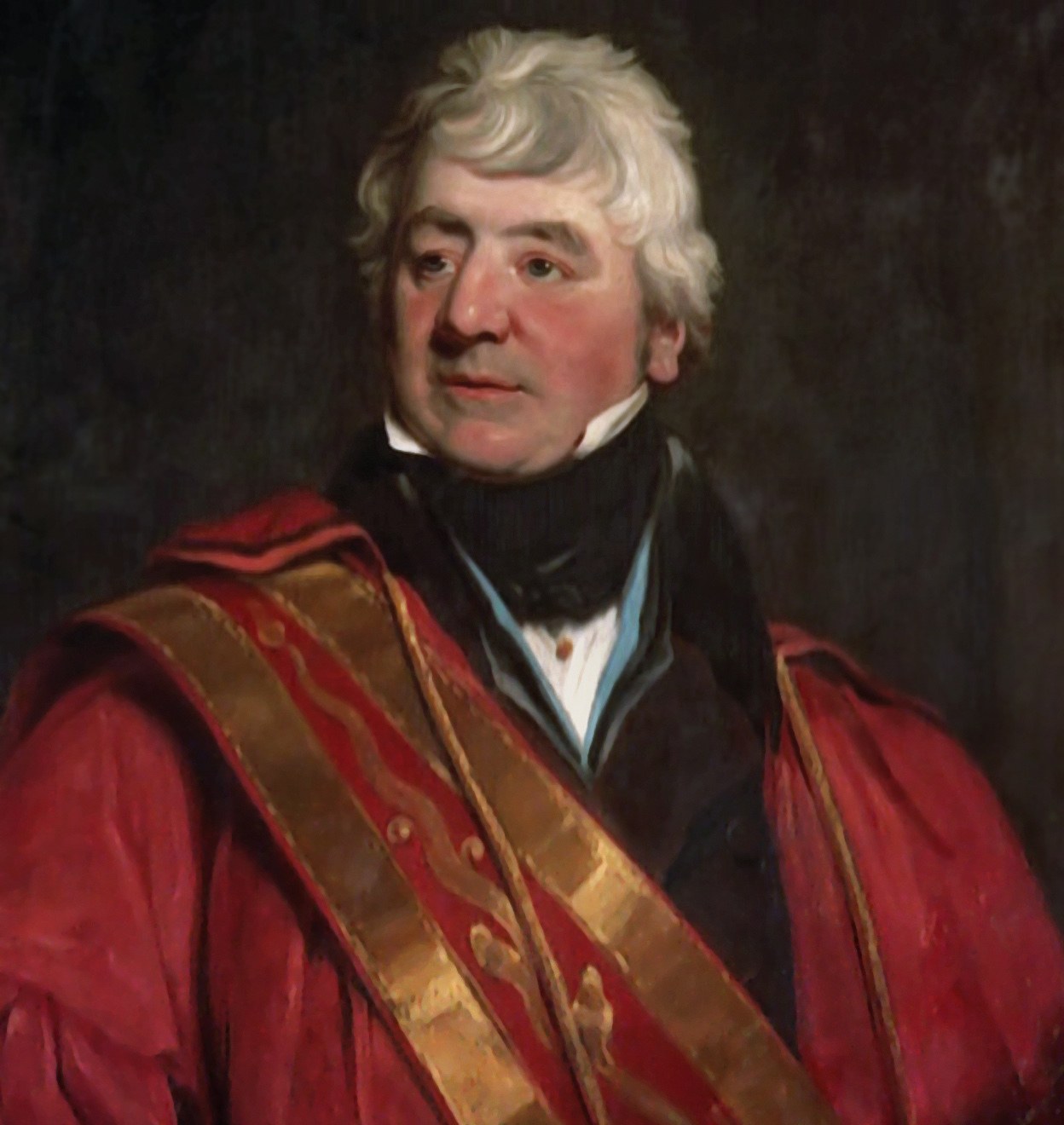
John Bacon Sawrey Morritt

Tato odhalení znesnadňují datování malby. Velázquezova malířská technika nenabízí žádnou oporu, ačkoli silný důraz na barvu a tón naznačuje, že dílo pochází z malířova zralého období. Nejlepší odhady uvádějí dokončení obrazu na konci 40. let 17. století nebo na počátku 50. let 17. století, a to buď ve Španělsku, nebo během Velázquezovy poslední návštěvy Itálie. Je-li tomu tak, pak rozmáchlost křivek a upozadění forem lze vnímat jako signály nástupu posledního umělcova tvůrčího období. Svědomitá modelace a silné tónové kontrasty jeho dřívější tvorby jsou zde nahrazeny zdrženlivostí a jemností, která vyvrcholí v jeho pozdním mistrovském díle Dvorní dámy.
Obraz přešel od Hary do sbírky jeho dcery markýzy Cataliny de Haro y Guzmán a jejího manžela Francisca Álvareze de Toledo, vévody z Alby. V roce 1802 Karel IV. Španělský rodině nařídil, aby obraz spolu s dalšími díly prodala Manuelu de Godoyovi, jeho oblíbenci a prvnímu ministrovi. Ten Venuši pověsil vedle dvou mistrovských děl Francisca Goyi, která si možná objednal sám, Nahé maji a Oblečené maji. Ta nesou zřejmé kompoziční podobnosti s Velázquezovou Venuší, ačkoli na rozdíl od Velázqueze Goya svůj akt očividně namaloval jako provokaci vůči poměrně neosvícené atmosféře Španělska 18. století. Obraz pak byl z Godoyova paláce během napoleonské invaze do Španělska ukraden a prošel rukama George Augusta Wallise, britského malíře, který pracoval ve Španělsku jako agent Williama Buchanana, významného obchodníka s uměním. Ten Venuši v roce 1813 přivezl do Anglie.

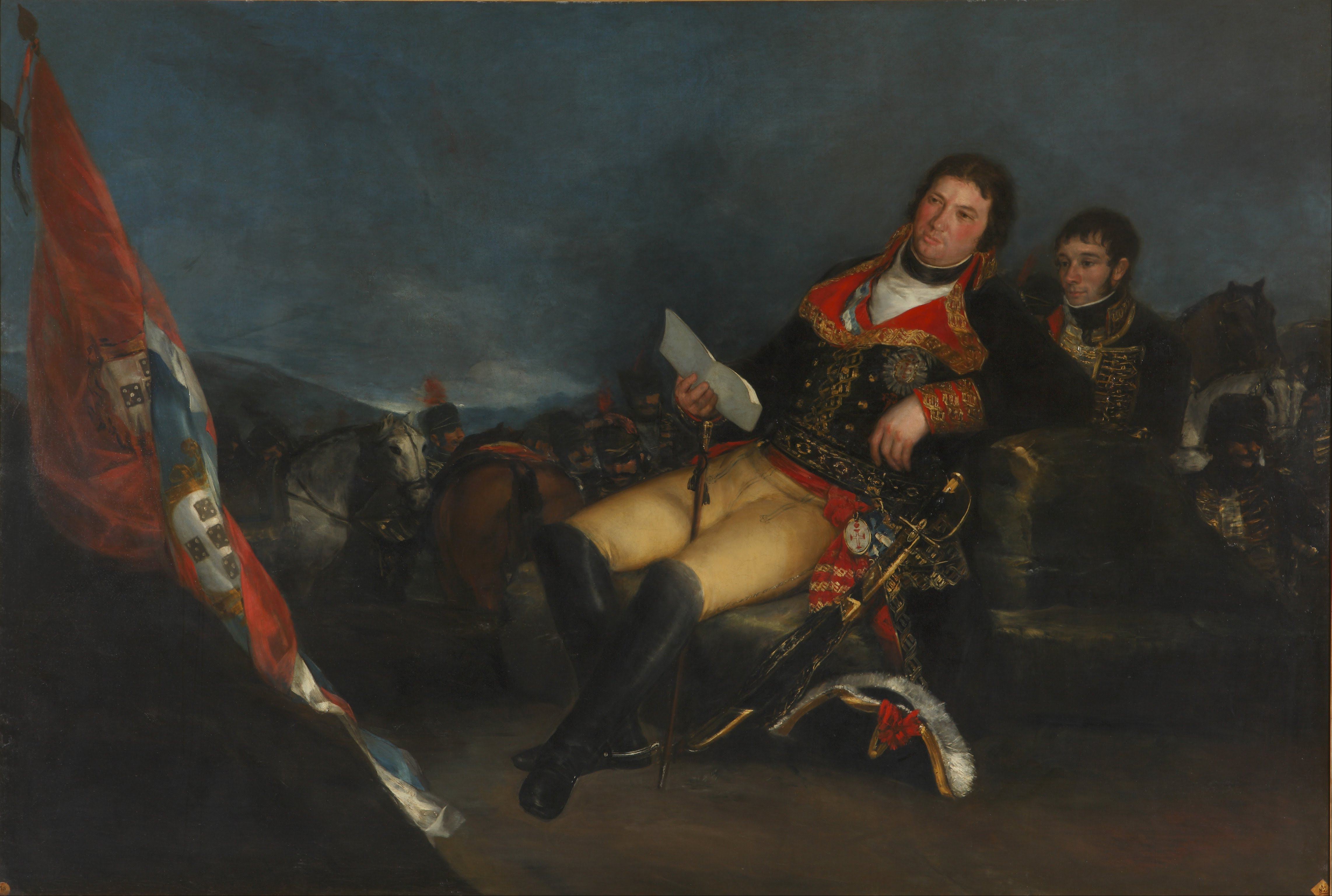
Manuel de Godoy (Goya, 1801)

V říjnu 1813 Buchanan podíly na souboru dvaceti čtyř špičkových obrazů ze španělských sbírek nabídl bohatým anglickým sběratelům, kteří si je mohli buď koupit sami, nebo se podílet na zisku z prodeje obrazů v Londýně. Venuše patřila do tohoto souboru. Toto uspořádání se podobalo tomu, jakým se o několik let dříve do Londýna dostaly nejlepší kusy ze sbírek vévody Orleánského (jádro orleánských sbírek mimochodem tvořily obrazy uloupené Švédy za třicetileté války z Prahy).
V Anglii Venušinu toaletu koupil John Morritt za 500 liber (což činí asi £ 35,000 v roce 2024) a na radu svého přítele sira Thomase Lawrence si ji pověsil ve svém sídle Rokeby Park v Yorkshiru – tak obraz získal název Rokebyjská Venuše, často používaný v anglosaských zemích. V roce 1906 obraz pro Národní galerii v Londýně vykoupila nově založená nadace National Art Collections Fund (Fond národních sbírek umění), což byl její první velký úspěch. Král Eduard VII. obraz velmi obdivoval a anonymně poskytl 8000 liber (£ 920,000 v roce 2024) na jeho koupi, a poté se stal patronem fondu.

## Vliv
Částečně proto, že byl až do poloviny 19. století přehlížen, Velázquez obecně dlouho nenacházel rovnocenné následovníky a nebyl široce napodobován. I kvůli cenzuře díla nebyly zejména jeho vizuální a strukturální inovace při zobrazení Venuše rozvíjeny jinými umělci. Obraz zůstával skryt v soukromých sbírkách a poprvé byl veřejně vystaven až roku 1857 v Manchesteru na výstavě Art Treasures Exhibition vedle jiných 25 obrazů tenkrát připisovaných Velázquezovi; tehdy byl poprvé označen Rokebyjská Venuše. Zdá se, že do té doby nebyl kopírován jinými umělci ani jinak reprodukován. V roce 1890 byl vystaven v Královské akademii v Londýně a v roce 1905 u pánů Agnewsových, kteří jej koupili od Morritta. Od roku 1906 se zviditelnil v Národní galerii a díky reprodukcím se stal známým po celém světě. Celkový vliv obrazu byl proto hodně opožděn, ačkoli jednotliví umělci jej mohli příležitostně zahlédnout už dříve.
Obraz nebyl po jeho zveřejnění všeobecně přijímán jako Velázquezova práce. Umělec William Blake Richmond na přednášce v Královské akademii roku 1910 tvrdil, že „dva pigmenty použité na obraze v době Velázquezově ještě neexistovaly“. Kritik umění James Grieg předpokládal, že obraz je od Antona Raphaela Mengse – i když pro svůj nápad nenašel velkou podporu – a vážněji se diskutovalo též o možnosti, že Venuši namaloval Velázquezův zeť a žák Juan del Mazo.
Velázquezův portrét zobrazuje soukromý intimní moment v dramatickém odklonu od klasického zobrazení spánku a intimity, jak se vyskytuje v dílech starověkého a benátského umění zobrazujících Venuši. Prostota, se kterou Velázquez zobrazuje ženský akt – bez šperků nebo jakýchkoliv jiných obvyklých doplňků bohyně – se mimo jiné projevila na pozdějších vyobrazeních aktu u Ingrese, Maneta a Baudryho. Navíc Velázquezovo zobrazení Venuše jako ležícího aktu zezadu bylo dříve spíše raritou, ačkoli tuto pózu malovalo mnoho pozdějších umělců. Manet ve svém strohém ztvárnění Olympie parafrázoval Venušinu toaletu jednak pózou a jednak tím, že zdůraznil spíše osobnost skutečné ženy než éterické bohyně. Když byla Olympia v roce 1863 poprvé vystavena, šokovala tím pařížský umělecký svět.

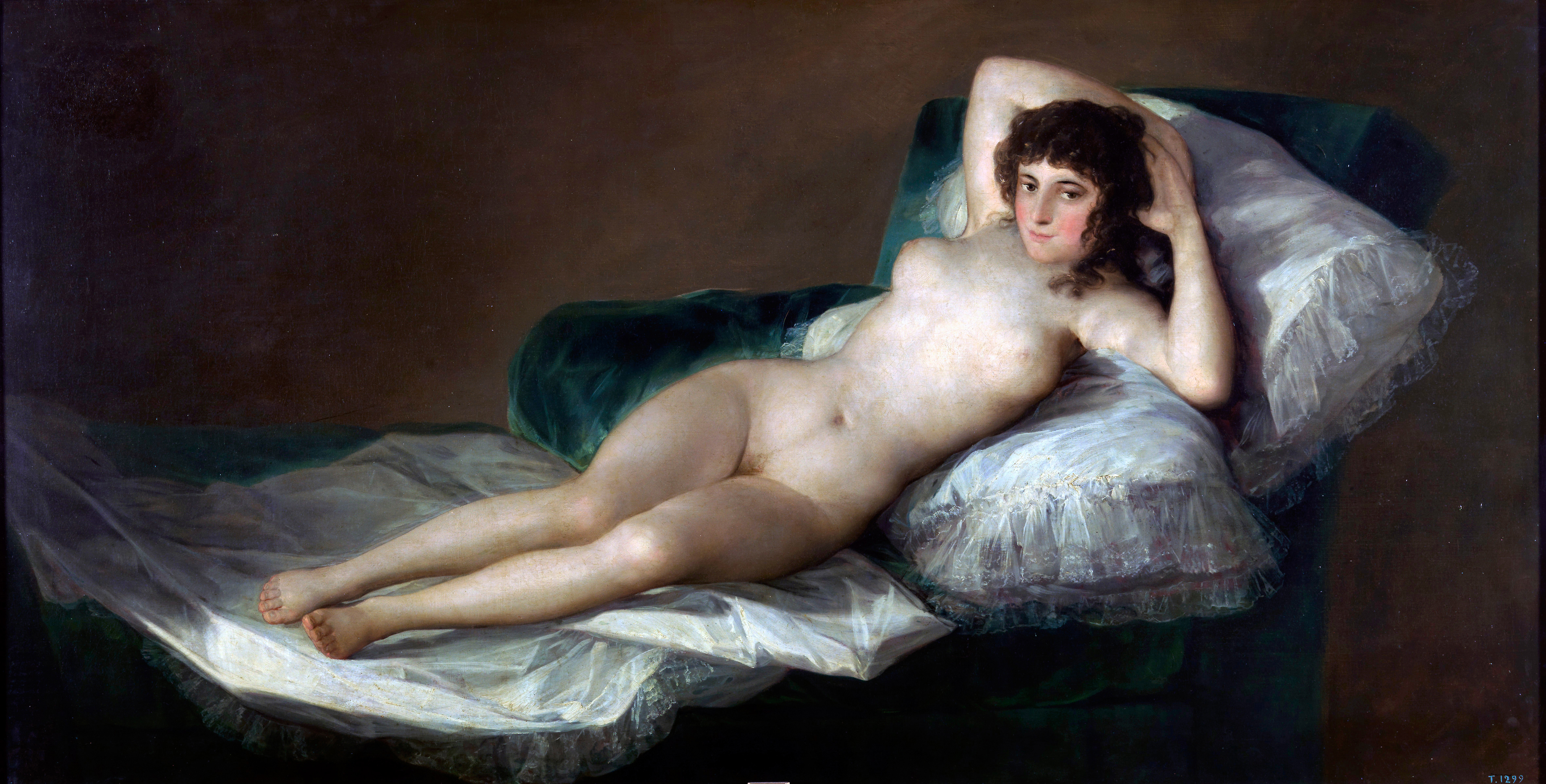
Francisco de Goya, Nahá maja, asi 1797–1800. V roce 1815 byl Goya kvůli obrazu vyslýchán španělskou inkvizicí, ale udržel si svůj titul dvorního malíře.
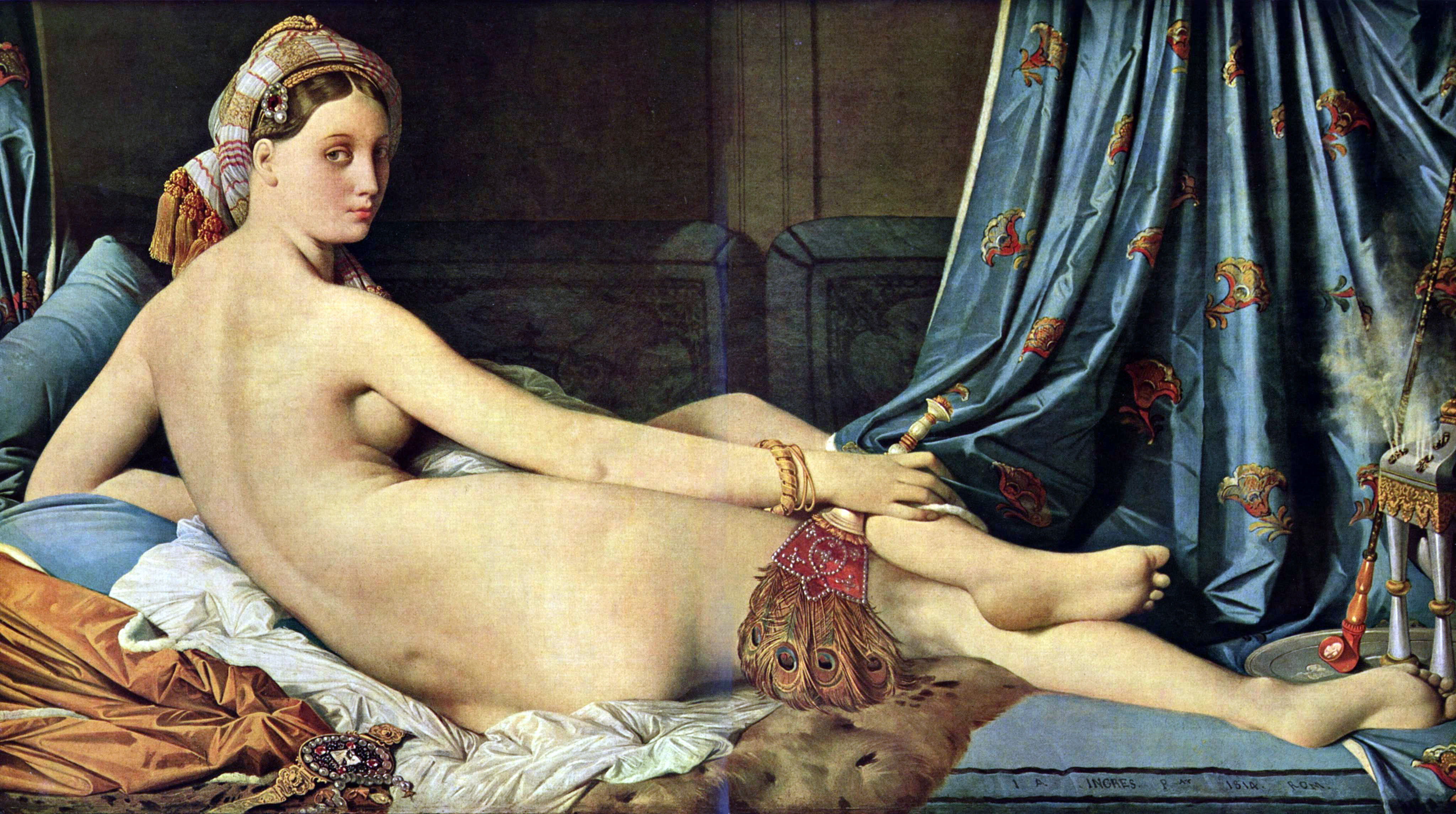
Jean Auguste Dominique Ingres, Velká odaliska, 1814. Akt je zobrazen zezadu a pozoruje diváka přímo, bez použití zrcadla.
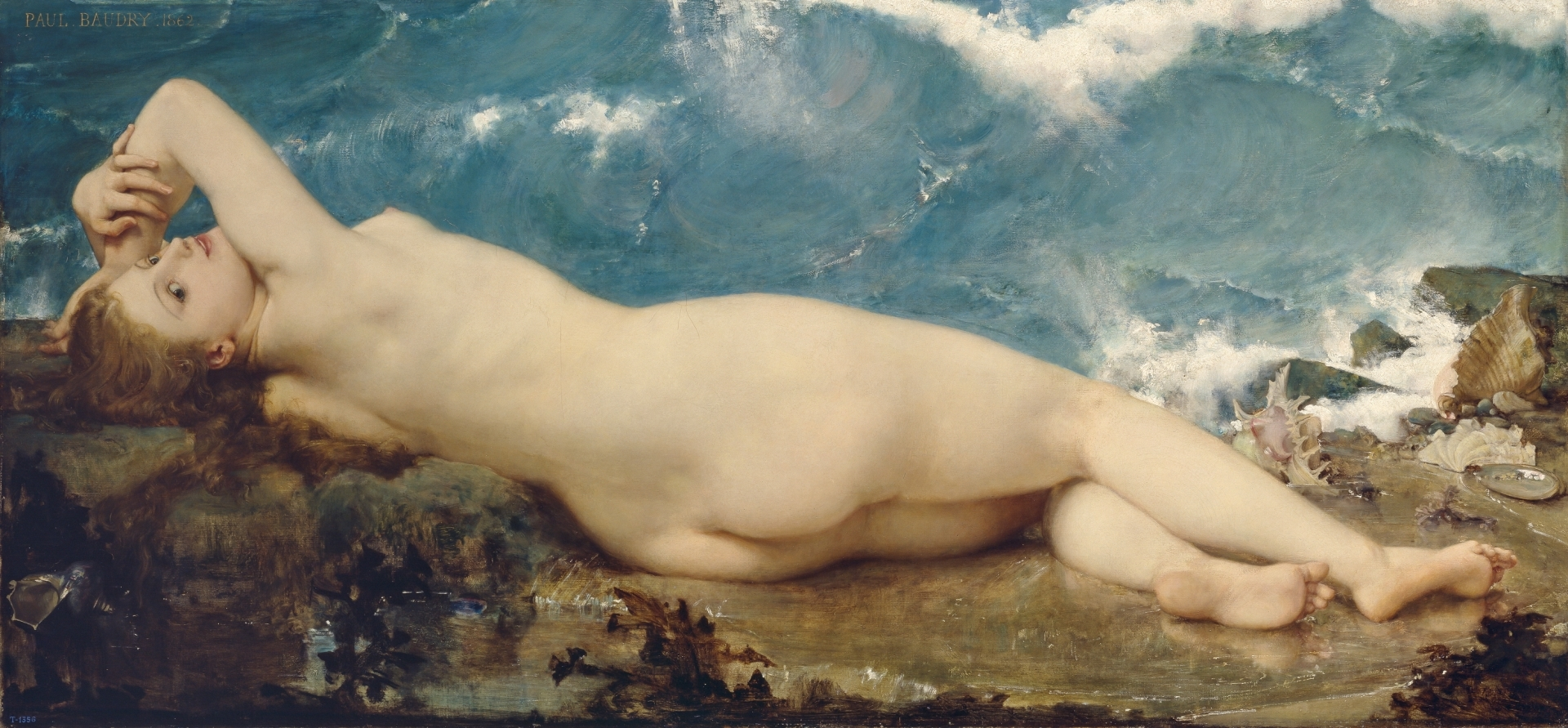
Paul-Jacques-Aimé Baudry, Vlna a perla, 1862. Oproštěné zobrazení ležícího aktu, jedinou „dekorací“ zůstává okolní příroda.
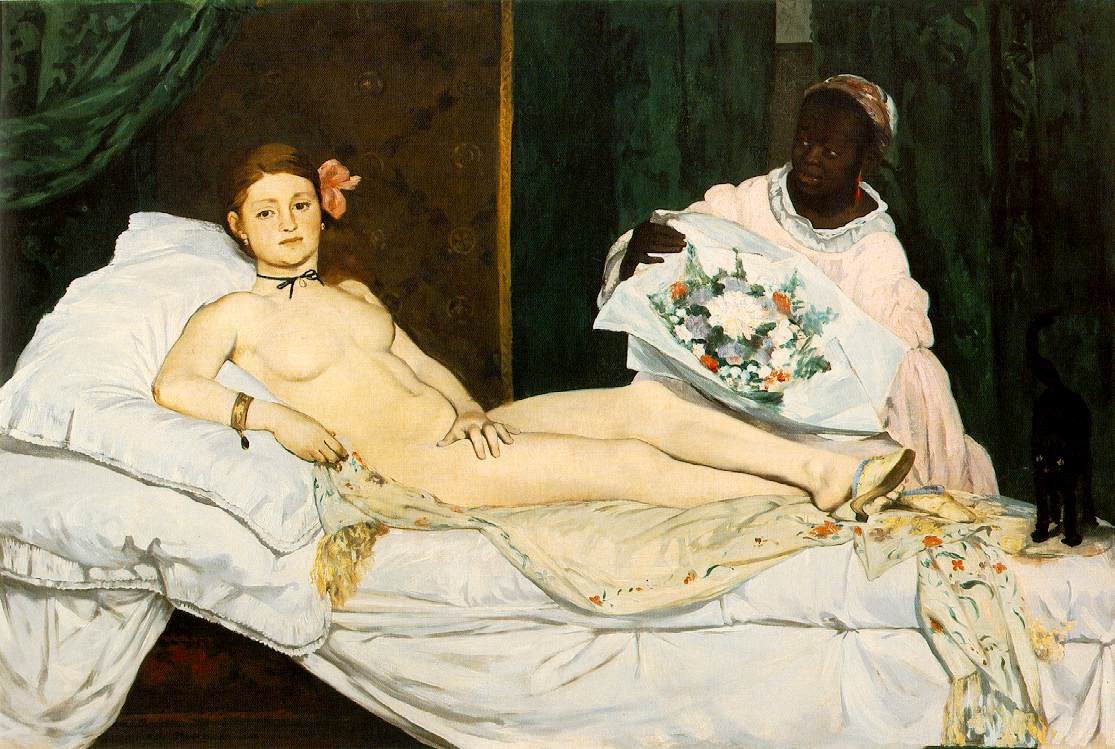
Édouard Manet, Olympia,  1863. Manet byl Velázquezem silně ovlivněn a v Olympii se jasně projevuje vliv jeho Venušiny toalety.

## Vandalismus aktivistů

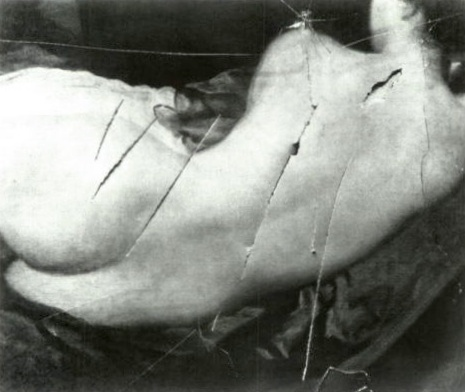
Následky útoku v roce 1914. Šrámy nad ramenem a vodorovně přes levou horní část obrazu poškodily pouze sklo.

Dne 10. března 1914 vešla sufražetka Mary Richardsonová do londýnské Národní galerie a zaútočila na Velázquezovo plátno sekáčkem na maso. Čin byl prý motivován zatčením sufražetky Emmeline Pankhurstové předchozího dne, ačkoli varování před plánovaným útokem sufražetek na galerii přišla už předtím. Richardsonová zanechala na obraze sedm řezných ran a poškodila zejména oblast mezi rameny Venuše. Škodu úspěšně opravil hlavní restaurátor Národní galerie Helmut Ruhemann.
Richardsonová byla odsouzena k šesti měsícům vězení, což bylo maximum za zničení uměleckého díla. V prohlášení pro Women's Social and Political Union brzy poté Richardsonová vysvětlila: „Snažila jsem se zničit obraz nejkrásnější ženy mytologické historie na protest proti vládě za zničení paní Pankhurstové, která je nejkrásnější postavou moderní historie." V rozhovoru z roku 1952 dodala, že se jí nelíbil „způsob, jakým mužští návštěvníci na obraz celý den zírají“.
Feministická spisovatelka Lynda Neadová poznamenala: „Tento incident začal symbolizovat specifické vnímání feministických postojů k ženské nahotě; v jistém smyslu se stal určitým stereotypem chápání feminismu obecně." Dobové zprávy o incidentu ukazují, že mnozí lidé obraz nevnímali jako pouhé umělecké dílo. Novináři měli tendenci útok připodobňovat k vraždě (Richardsonová dostala přezdívku Slasher Mary, tj. asi Řeznice Mary) a používali slova, která vyvolávala dojem zranění způsobených skutečnému ženskému tělu, spíše než jen poškození obrazu ženského těla. Noviny The Times popisovaly „krutou ránu na krku“ a řezné rány na ramenou a zádech.
Obraz byl znovu napaden 6. listopadu 2023 dvěma aktivisty hnutí Just Stop Oil, kteří rozbili jeho ochranné sklo kladivy a požadovali, aby Velká Británie přestala udělovat nové licence na těžbu ropy a zemního plynu.